# Andrej Panadić
Andrej Panadić (Zágráb, 1969. március 9. –) jugoszláv válogatott horvát labdarúgó hátvéd, edző.
A jugoszláv válogatott tagjaként részt vett az 1990-es világbajnokságon.

## Statisztika
| Horvát válogatott | Horvát válogatott | Horvát válogatott |
| Időszak           | Mérk.             | gól               |
| ----------------- | ----------------- | ----------------- |
| 1989              | 3                 | 0                 |
| Összesen          | 3                 | 0                 |